# Проект-706
Проект-706 или проект-786 — это кодовое название проекта по разработке первой атомной бомбы Пакистана, с использованием урана. В то же время пакистанские ученые и инженеры в области ядерных технологий накопили опыт использования реакторного плутония и к началу 1980-х годов успешно произвели оружейный плутоний.
Проект-706 относится конкретно к периоду 1974—1983 годов, когда он находился под контролем премьер-министра Зульфикара Али Бхутто, а затем под военным управлением генерала Мухаммада Зия-уль-Хака. Проект разрабатывался с 1967 года в противовес тому, что Индия также разрабатывала собственное ядерное оружие. Развитие ядерной технологии для Пакистана было главной целью и премьер-министра Зульфикара Али Бхутто, который инициировал научные исследования в 1972 году.
Научные исследования были направлены и организованы известным пакистанским учёным Абдусом Саламом. С 1974 года исследованиями руководили инженеры ПАЭК Мунир Ахмад Хан и КРЛ Абдул Кадир Хан. Журнал Time назвал проект-706 Пакистанским эквивалентом Манхэттенского проекта США.
Первоначальная стоимость проекта составила 450 миллионов долларов США (в том числе суммы, привлеченные Ливией и Саудовской Аравией), который был одобрен Бхутто в 1972 году.
Проект-706 привел к созданию множества производственных и исследовательских площадок, действовавших в условиях крайней секретности и двусмысленности. Помимо исследований и разработок, проекту было также поручено собирать разведданные об индийских ядерных усилиях. Проект был окончен, когда Пакистанская комиссия по атомной энергии (ПАЭК) провела первое холодное испытание миниатюрного ядерного устройства 11 марта 1983 года. Ученые и военные офицеры, участвовавшие в проекте, получили более высокую степень поощрения в своих соответствующих службах и были награждены высокими гражданскими наградами Правительством Пакистана.

## Возникновение

### Предложение проекта
История пакистанского интереса к ядерной науке восходит к концу 1948 года, когда большое количество ученых, математиков, химиков и физиков переехали в Пакистан из Индии по просьбе премьер-министра Лиаката Али Хана. Исследования в области ядерной технологии поощрялись Марком Олифантом, который в 1948 году написал письмо Мухаммеду Али Джинне с предложением заняться исследованиями в области мирного использования ядерной технологии. По словам Марка Олифанта, в Южной Азии не было другого мусульманского ученого, кроме Рафи Мухаммада Чаудхри, который мог бы оказаться полезным для новой независимой страны в области ядерных технологий. Письмо было направлено Чаудри, который мигрировал в Пакистан в 1948 году и создал лабораторию высокого напряжения в 1952 году. 8 Декабря 1953 года президент США Дуайт Эйзенхауэр запустил программу «Атом для мира», где Пакистан был одной из первых стран, подписавших договор. В этот же день Пакистанские средства массовой информации приветствовали предложение об использовании атомной энергии в мирных целях, однако министр иностранных дел сэр Заф-рулла Хан заявил, что Пакистан не проводит политику в отношении атомной бомбы. В 1956 году была основана Пакистанская Комиссия по атомной энергии (PAEC), её первым председателем был Назир Ахмад, а советником премьер-министра по науке служил Салимуззаман Сиддики. В 1958 году ПАЭК подготовила предложение военному правительству фельдмаршала Аюба-Хана о приобретении либо канадского реактора тяжелой воды NRX, либо реактора CP-5 в Аргоннской Национальной лаборатории. Однако военное правительство Аюб-Хана наложило вето на это предложение.
В марте 1958 года Назир Ахмад внес ещё одно предложение председателю пакистанской корпорации промышленного развития (ПКПР) о создании атомной электростанции с тяжелой водой производительностью 50 кг тяжелой воды в день в Мултане совместно с планируемым заводом по производству удобрений. Тем не менее, ПКПР не действовал по предложению PAEC. Фельдмаршал Аюб Хан отклонил это предложение и вместо этого немедленно передал Назира Ахмада в Федеральное Бюро статистики. В марте 1959 года ПАЭК заключила соглашение с комиссией Соединенных Штатов по атомной энергии, в котором Соединенные Штаты согласились предоставить реактор типа пула мощностью 5 МВт. В 1960 году бюрократ по имени Ишрат Хуссейн Усмани сменил Ахмада на посту председателя ПАЭК. Усмани сыграл ключевую роль в строительстве и развитии Карачинской атомной электростанции, создав комитеты по разведке урана и плутония по всей стране. Были также созданы многие ядерные научно-исследовательские институты и начата работа по обследованию подходящих площадок для атомных электростанций.
В 1965 году научный советник Правительства Абдус Салам посетил Соединенные Штаты, чтобы подписать соглашение с правительством Соединенных Штатов о предоставлении исследовательского реактора в Равалпинди. В США, Салам также провел встречу с Эдвардом Даррелл Стоуном, где он подписал ещё один контракт. Именно под руководством Абдуса Салама Стоун спроектировал, а затем возглавил строительство института ядерных исследований в Нилоре.
В том же году PAEC заключила ещё одно соглашение с General Electric Канады о строительстве атомной электростанции мощностью 137 МВт в Карачи. В 1967 году Абдус Салам призвал фельдмаршала Аюба-Хана приобрести у Соединенных Штатов установку по переработке ядерного топлива, однако Аюб-Хан и его министр финансов Мухаммад Шоайб отклонили просьбу Салама.

После войны 1965 года между Индией и Пакистаном министр иностранных дел Зульфикар Али Бхутто начал лоббировать вариант ядерного оружия: 
Если Индия построит бомбу, мы будем есть траву или листья, даже голодать, но мы получим собственную бомбу. У нас нет другого выбора.
В октябре 1965 года, Бхутто посетил Вену для участия в заседании Международного агентства по атомной энергии. Там он встретился с Муниром Ахмад ханом и другими Пакистанскими учеными, работающими в МАГАТЭ. Пакистанские ученые МАГАТЭ проинформировали Бхутто о быстром развитии индийской ядерной программы. По словам Мунира Ахмад хана, ядерная установка в Тромбае состояла из реактора по производству плутония, завода по переработке и других объектов, связанных с производством оружия. Бхутто быстро договорился о встрече с Аюб ханом. После этой встречи Аюб-Хан остался неубедительным и отклонил предложение Мунира Ахмад-хана. Хан немедленно известил Бхутто и рассказал ему о случившемся.
Узнав, что произошло, Бхутто лихо ответил: «Не волнуйтесь. Настанет наша очередь». В 1967 году группа пакистанских учёных под руководством Рафи Мухаммада Чодри произвела первую партию радиоизотопов в Пакистанском институте ядерной науки и технологии. Исследования в области ядерных технологий начали набирать скорость, и Абдус Салам начал контролировать Пакистанские научно-исследовательские институты.
В 1968 году, в недавно созданном Институте физики (ИФ) начались исследования по теоретической физике. ИФ была создана в небольшом физическом факультете университета Куэйд-Э-Азама. Физиками-теоретиками Пакистана, такими как Фахим Хусейн, Питер Ротолли, Джон Мумтаз, Файязуддин, Ишфак Ахмад, и Ахмад Масуд, были начаты исследования по теоретической и квантовой физике. Фахим Хуссейн стал первым физиком в ИФ, опубликовавшим анализ исследований по теории струн. Позже Группа относительности при Файязуддине провела работу по теории Бете — Блоха. В 1969 году Разиуддин Сиддики создал физическую группу Эйнштейна и провел эксперименты по общей теории относительности и квантовой механике.

## Индо-Пакистанская война 1971 года
Основные статьи: Третья Индо-Пакистанская война; Война за независимость Бангладеш.
В марте 1970 года в Пакистане состоялись всеобщие выборы при военном правительстве генерала Яхья-Хана. Результаты выборов положили начало освободительной войне Бангладеш в Восточном Пакистане. Тем временем политическая ситуация в Западном Пакистане продолжала ухудшаться, и на мгновение возросла напряженность между восточным и западным Пакистаном. Военная акция в Восточном Пакистане под названием операция «Прожектор» открыла серию кровавых операций по борьбе с повстанцами, возглавляемых дезертировавшими Бенгальскими диссидентами пакистанских Вооруженных сил. Позднее Индия вмешалась в конфликт, поскольку тайные операции были успешно проведены индийскими спецслужбами.
За этим последовали Индо-Пакистанская война 1971 года война на Западном фронте. Пакистан, который сейчас воюет на обоих фронтах, проиграл войну всего за 13 дней. Война с Индией и восточным Пакистаном привела к краху военной диктатуры Яхья-хана и распаду Объединенного Пакистана.
Во время Индо-Пакистанской войны 1971 года Пакистан потерял значительную территорию, а также геополитическое и экономическое влияние в Южной Азии. Численность Вооруженных Сил Пакистана и гражданского населения резко и экспоненциально уменьшилась. Пакистан потерял половину своего Военно-Морского Флота, четверть своих Военно-воздушных сил и треть своей армии, а также потерял миллионы граждан вновь созданной Бангладеш.
Под давлением общественности и средств массовой информации боевой штаб военного Правительства сдался Зульфикару Али Бхутто. Когда Зульфикар Али Бхутто пришел к политической власти, правительственные ядерные организации перешли под контроль Бхутто. В начале января 1972 года, через год после войны, Пакистан узнал, что Индия близка к разработке атомной бомбы. Бхутто позвонил Муниру Ахмаду хану из Вены и немедленно отстранил Ишрата Хуссейна Усмани от должности председателя пакистанской комиссии по атомной энергии. Абдус Салам, научный советник, руководил встречей старших ученых и должностных лиц ПАЭК.

## Проект
В декабре 1972 года Нобелевский лауреат Абдус Салам приступил к работе над ядерным оружием. Абдуса Салама призвал двоих из своих учеников, Райзуддина и Масуда Ахмада, работающих в Международном центре теоретической физики в докладе Мунир Ахмад Хан. Физики-теоретики Института физики университета Куэйд-Э-Азама начали отчитываться перед пакистанской Комиссией по атомной энергии. Физики-теоретики в Институте физики сформировали «группу теоретической физики», которой было поручено разработать конструкцию ядерного оружия Пакистана. Эта группа провела исследования в области расчетов быстрых нейтронов-ключ к расчетам критической массы и детонации оружия, изучала проблемы дифракции нейтронов, теорию одновременности, гидродинамику, а также то, какой вид и сколько делящегося материала и отражателей будет использоваться.
В 1974 году, по совету Абдуса Салама, РАЕС сформировал другую группу. Группа по физике быстрых нейтронов провела исследования и изучила проблемы в науке о нейтроне, субатомной частице. Группа рассчитала числовые диапазоны нейтронов — сколько мощности будет произведено нейтронами — и эффективность нейтронов — определила количество нейтронов, которые будут произведены-в устройстве. Группа обнаружила процесс обработки быстрых, тепловых и медленных нейтронов и изучила поведение потоков нейтронов и нейтронных источников в ускорителе частиц. Группа использовала R-процесс для определения поведения нейтронов в расщепляющемся устройстве.
В конце 1974 года парламент Пакистана принял законопроект с большинством голосов, объявив Ахмади немусульманами, после чего Абдус Салам, являвшийся последователем Ахмади, покинул Пакистан в знак протеста. После ухода Салама Мунир Ахмад Хан продолжил деятельность организаций. Атомная Инженерная дивизия под руководством Башируддина Махмуда создала производственный объект 238U, и строительство началось под руководством Мунира Ахмад хана.
В 1976 году работа по процессу разделения плутония и конверсии урана в плутоний велась под руководством Мунира Ахмад-Хана. Между тем группа ядерных химиков отдела ядерной химии под руководством Икбала Хуссейна Куреши рассмотрела вопрос о том, как можно отделить плутоний от урана, когда его химические свойства неизвестны. Ядерные химики смогли найти процесс разделения и сбалансировали первое уравнение для ядерного оружия в ПАЭК. ПАЭК работала над сложным и наиболее сложным процессом разделения плутония, который был разработан как Ишфаком Ахмадом, так и Икбалом Хуссейном Куреши. В новых лабораториях ПАЭК производила реакторные изотопы плутония и перерабатывала их в оружейные. Ученые поняли, что реактор на медленных нейтронах, работающий на уране, теоретически будет производить значительное количество 239pu в качестве побочного продукта. Эксперименты также показали теоретически осуществимые основания того, что элемент 94 будет легко расщепляем как медленными, так и быстрыми нейтронами и имеет дополнительное преимущество, заключающееся в том, что он химически отличается от урана и может быть легко отделен от него. После открытия ПАЭК использовала метод Шауката Хамида Хана для разделения изотопов плутония на нейтронной установке. С 1974 года Шаукат Хамид Хан непрерывно работал над этим сложным и трудным методом и успешно использовал метод разделения изотопов плутония. За это достижение Президент наградил Шауката Хамида Хана высокой гражданской наградой. Ученые и инженеры собрали воедино опыт, который они приобрели, работая в европейских и американских ядерных фирмах, и спроектировали заводы по переработке, оружейные лаборатории, методы обогащения и производство оружейного плутония.
В марте 1983 года только старшие ученые и высокопоставленные гражданские и военные должностные лица были приглашены на холодное испытание работающего ядерного устройства. В марте 1983 года Инженерный корпус под командованием генерала Акбара расчистил подземные туннели, и на испытательный ядерный полигон прибыла группа диагностики ПАЭК во главе с Самаром Мубаракмандом с прицепами, оснащенными компьютерами и диагностическим оборудованием. За этим последовало прибытие группы DTD и ученых группы WGS с атомным устройством в виде подсборки. Оно было собрано и после этого было помещено внутри тоннеля. Была создана система мониторинга, включающая около 20 кабелей, соединяющих различные части устройства с генераторами в диагностических фургонах, припаркованных возле холмов Кирана.
11 марта 1983 года ПАЭК успешно испытал плутониевое устройство не оружейного класса в Кирана-Хиллз под руководством Мунира Ахмада Хана, а Ишфак Ахмад возглавил группу по испытаниям. 10-килограммовый невепонизированный сорт 239Pu и природный уран были получены из новых лабораторий в институте ПИНСТЕХ, а детонационная система имплозивных устройств была разработана в Дирекции технического развития ПАЭК под руководством Хафиза Куреши.
Об успешном испытании на холодное деление свидетельствовали председатель ПАЭК Мунир Ахмад Хан, генерал Халид Махмуд Ариф, вице-маршал авиации (генерал-майор) Майкл Джон О’Брайан, а затем-председатель Сената Гулам ишак Хан. Ядерное устройство было разработано исследовательским крылом ПАЭК, Директоратом технического развития, возглавляемым господином Мухаммадом Хафизом Куреши.
Пакистан под руководством Самара Мубаракманда испытал два ядерных устройства 30 мая 1998 года в пустыне Харан под кодовым названием Чагай-I.